# Liebfrauenkirche (Goch)

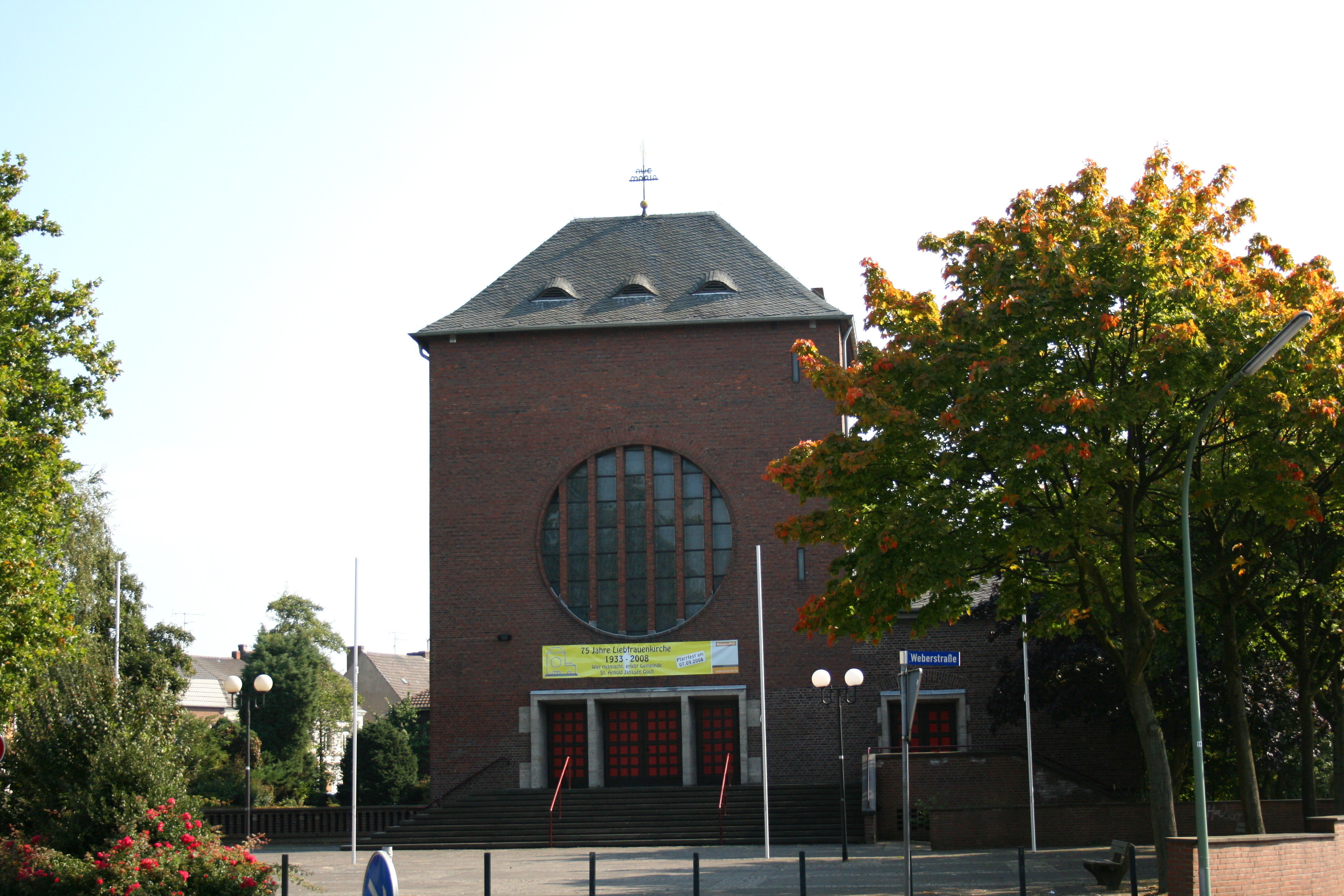
Liebfrauenkirche in Goch

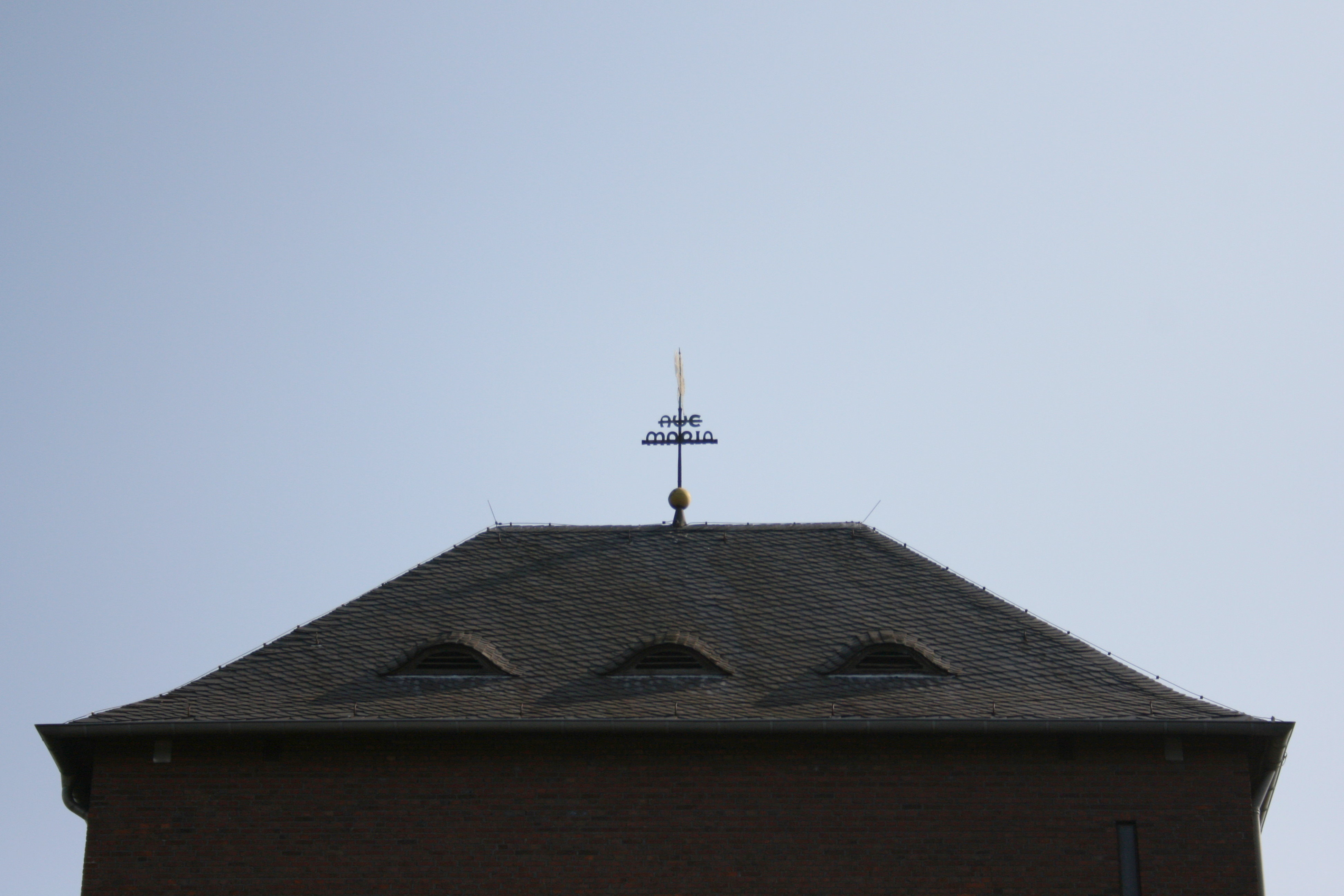
Ave Maria als Wetterfahne

Die Liebfrauenkirche ist eine der drei römisch-katholischen Kirchen der Stadt Goch am unteren linken Niederrhein. Sie wurde 1933 geweiht und am 22. November 2009 auf Beschluss des Bischofs Felix Genn profaniert.

## Geschichte
Die Zahl der Gemeindemitglieder wuchs Anfang des 20. Jahrhunderts zusehends. So gab der damalige Pfarrer Brimmers 1927 den Bedarf einer weiteren Kirche für Goch bekannt. Der Kirchenvorstand beschloss schließlich 1932 den Bau der Liebfrauenkirche. Der erste Spatenstich erfolgte am 22. Mai 1932. Nach dem Richtfest am 14. September 1932 wurde die Kirche 1933 fertiggestellt und am 30. April 1933 geweiht. Bis 1940 war Liebfrauen Pfarrrektorat, anschließend entstand die selbständige Pfarrgemeinde Liebfrauen mit Ferdinand Zumegen als erstem Pfarrer. Während des Zweiten Weltkriegs wurde die Liebfrauenkirche zunächst als Schule genutzt, da die Gocher Schulen als Herberge für Soldaten dienten. So waren infolge staatlicher Verordnung ab 1940 auch Fronleichnams-, Pfarr- und Kevelaer-Prozessionen untersagt. Der Wunsch nach gemeinsamem Gebet war jedoch so stark, dass die Gläubigen in kleinen Gruppen nach Kevelaer pilgerten und 1944 sogar eine Fronleichnamsprozession auf dem Kirchengelände stattfand. Am 30. September 1944 wurde die Kirche durch Luftminen bei einem dreifachen Fliegerangriff schwer beschädigt. Die Zerstörungen waren so groß, dass die Messen nur noch in der Krypta abgehalten wurden. 
Im Januar 1945 wurden die Priester der Liebfrauenkirche durch polizeiliche Verfügung aus Goch vertrieben und das Kirchengebäude der Waffen-SS als Munitionslager zur Verfügung gestellt. Bei einem Großangriff durch alliierte Luftstreitkräfte wurde die Stadt zwar in Trümmer gelegt; die Liebfrauenkirche kam jedoch mit vergleichsweise geringen Schäden davon. Erst als deutsche Fallschirmjäger die Kirche bei ihrem Rückzug schließlich sprengten, stürzte auch der Turm ein.
Nach dem Krieg feierte man die ersten Gottesdienste schon ab August 1945 mit bis zu 500 Gläubigen im Keller. Später wurde aus diesen Räumlichkeiten die Liebfrauenbücherei. Auch der Liebfrauenkindergarten war bis 1968 dort untergebracht. In den 1980er Jahren wurde die Kirche komplett renoviert. Eine neue Orgel schmückte die Liebfrauenkirche seit ihrer Einweihung am 13. April 1997, sie besaß 1296 Pfeifen und 20 Register, verteilt auf 2 Manuale und Pedal. Auch nach der Profanierung finden hier noch vereinzelt musikalische Aufführungen statt, da die Kirche eine gute Akustik hat.

## Aktuelle Situation
Die Kirche gehörte nach der Fusion der Gocher Kirchengemeinden der St.-Arnold-Janssen-Gemeinde an. Die Profanierung der Liebfrauenkirche erfolgte gegen den erklärten Willen und nach teils öffentlichen Protesten der betroffenen Gläubigen am 22. November 2009, dem Christkönigsfest.
Mittlerweile wurden alle beweglichen Gegenstände und das Mobiliar aus dem Kirchenraum entfernt. Die sakralen Kunstwerke haben zumeist in den beiden anderen Gocher Kirchen einen neuen Platz gefunden, die noch relativ neue Orgel (gebaut 1993) wurde nach Herten-Langenbochum verkauft. Einige der Kirchenbänke wurden im Marienschiff der Pfarrkirche St.-Maria-Magdalena aufgestellt.
Die Zukunft des Kirchengebäudes selbst ist noch ungeklärt. Presseberichten zufolge beziffert ein in 2009 erstelltes Gutachten den Wert des Gebäudes einschließlich des umgebenden Grundstückes auf ca. 800.000 €.
Kirchenrechtlich ist zwar die Kirchengemeinde in Goch Eigentümer des Gebäudes, da jegliche weitere Nutzung jedoch unter dem Zustimmungsvorbehalt des Bistums Münster liegt, wird die Zukunft der Liebfrauenkirche durch die bischöfliche Administration entschieden. Ursprünglich beabsichtigte das Bistum, das Kirchengebäude an die Kreis Klever Krankenhaus-Gesellschaft zu verpachten, die in den Räumlichkeiten ein Seniorenheim einrichten und betreiben wollte. Da die Liebfrauenkirche auf Antrag einiger Gemeindemitglieder zwischenzeitlich unter Denkmalschutz gestellt wurde, lassen die damit verbundenen Auflagen eine Realisierung der für ein Seniorenheim erforderlichen erheblichen Umbauten nicht mehr wirtschaftlich erscheinen. Ein Umzug der Stadtbücherei Goch in die ehemalige Kirche war 2012 schon beschlossene Sache, als die Bücherei vorübergehend in die ehemaligen Räume des Röchling-Autohauses zog.
Das von der Gemeindebasis ins Gespräch gebrachte und unterstützte Konzept eines Stadtteilzentrums mit vielfältigen kulturellen Nutzungsmöglichkeiten wurde wegen Zweifeln an der Finanzierbarkeit vom Bistum Münster abgelehnt.
2015 wird die Umnutzung zum Flüchtlingsheim geplant.[veraltet]